# Stazione di Duke Street
La stazione di Duke Street (in gaelico scozzese: Sràid an Diùic) è una stazione ferroviaria nel quartiere di Dennistoun, a Glasgow, in Scozia.
La stazione si trova sulla North Clyde Line ed è stata aperta nel 1881. È gestita da Abellio ScotRail.